# Happy Pills
Happy Pills – polski zespół grający rock alternatywny spod znaku Pixies, Sonic Youth, czy Weezer.
Grupa wydała osiem albumów, które były dobrze przyjęte przez fanów, niemniej zespół nie odniósł komercyjnego sukcesu. Album Smile był  dystrybuowany w USA i prezentowany w tamtejszych stacjach radiowych.

## Historia
Zespół został założony w 1993 roku w Swarzędzu pod Poznaniem.
Grupa rozpadła się w 2001 roku, po nieudanej wrześniowej wyprawie do USA (samolot, którym muzycy lecieli na koncerty został zawrócony z powodu ataku na World Trade Center 11 września 2001 r.). Po rozwiązaniu zespołu Mariusz Szypura założył Silver Rocket, Jacek Kąkolewski poświęcił się karierze radiowej, a Agnieszka Morawska wyjechała na stałe do USA.
W 2006 roku ukazała się składanka podsumowująca działalność zespołu, zatytułowana 17 Songs. Byli członkowie grupy (poza Morawską) występują ze sobą w efemerycznej formacji Dixies, wykonującej wyłącznie covery Pixies, koncertującej za każdym razem, gdy kolejny z muzyków ma urodziny.
W styczniu 2009 zespół Happy Pills wrócił w składzie:
- Natalia Fiedorczuk – śpiew
- Mariusz Szypura – gitara
- Krzysztof Kochanowski – gitara, śpiew,
- Sławomir Mizerkiewicz – gitara
- Jacek Kąkolewski – gitara basowa
- Piotr Kończal – perkusja.

Zespół wystąpił podczas koncertu Offensywa De Luxe w studiu im. Agnieszki Osieckiej. Wiosną 2010 roku ukazała się kolejna płyta zespołu Retrosexual.
Po przerwie trwającej niemal 13 lat, grupa powróciła zarówno z nowym głosem w postaci Piotra Brzezińskiego, jak i nowym studyjnym albumem, który nosi tytuł "Something Idefinitely Good". To wyjątkowe dzieło zostało zarejestrowane, między innymi, w renomowanym londyńskim Abbey Road Studios.
Album ten nie tylko kontynuuje charakterystyczną stylistykę zespołu, ale także wprowadza większą różnorodność inspiracji i nawiązań. To kolejny krok w ewolucji brzmienia Happy Pills, który przynosi nowe dźwięki i świeże podejście do tworzenia muzyki. "Something Indefinitely Good" to znakomity przykład artystycznego rozwoju zespołu i potwierdzenie, że Happy Pills wciąż potrafią zaskakiwać swoją twórczością, pozostając wierni swoim korzeniom, jednocześnie eksplorując nowe muzyczne horyzonty.

## "Soft" (1997)
Album "Soft" to debiutancki krążek zespołu Happy Pills, który już na wstępie ukazuje ich obiecujący talent. Choć niektóre utwory emanują delikatną intymnością, można wyłapać w nich wyjątkowy dar do tworzenia ujmujących melodii.
"Soft" jest nie tylko płytą debiutową, ale także pozycją, która wpisała się w krajobraz polskiej sceny muzycznej jako przykład udanej eksploracji dźwiękowej i twórczego wyrazu. Album ten jest dowodem na to, że muzyka Happy Pills ma swoje miejsce w historii muzyki alternatywnej w Polsce.

## "Lo-Fi" (1998)
"Lo-Fi" to drugi album studyjny zespołu Happy Pills, który przynosi przyjemną dźwiękową podróż oraz spokój dla słuchaczy. Wydany w roku 1998, album ten stanowi istotne osiągnięcie w dorobku zespołu, prezentując jego ewolucję muzyczną.
Album zawiera autorskie kompozycje zespołu oraz covery, co podkreśla różnorodność materiału zawartego na płycie. Na "Lo-Fi" Happy Pills wyraźnie potraktował studio jako miejsce kreatywnego eksperymentowania, a nie tylko rejestracji wcześniej przygotowanych kompozycji. To podejście zaowocowało odważniejszymi dźwiękowymi eksperymentami oraz wprowadzeniem nowych instrumentów do brzmienia.
Charakterystyczne dla albumu jest pełne, naturalne brzmienie, które delikatnie eksponuje elementy lo-fi, jednocześnie pozostając selektywne i starannie wyważone.

## "Happy Pills meet Schneider" (2000)
"Happy Pills Meeting Schneider" to niezwykłe spotkanie dwóch muzycznych światów – zespołu Happy Pills i Dirk Dresselhausa, znanego jako Schneider. Ten wyjątkowy album powstał jako efekt współpracy pomiędzy artystami, a efektem tego spotkania jest zestaw 8 niezwykle zróżnicowanych utworów, które pozostawiają odcisk  na ścieżce muzycznej Happy Pills.
W utworze "Allison," energicznej piosenkę o żywym charakterze, Schneider prezentuje swoje wokalne umiejętności. Kolejnym utworem, który odegrał kluczową rolę w tej współpracy, jest "Night Stop." Utwór skupił na sobie uwagę członków zespołu Happy Pills i stał się punktem wyjścia dla całego projektu. "Night Jam" to natomiast instrumentalna wersja "Night Stop" z elementami jam session, co dodaje albumowi nieco spontaniczności i nieprzewidywalności. "Thoughts," autorstwa Schneidera, przynosi szybki, niemal punk-rockowy utwór, który cechuje się mocniejszym brzmieniem w porównaniu z oryginalnym utworem. Niezwykle interesującym utworem jest "Assa Marassa," który ma zabawną historię związaną z procesem nagrywania i zawiera unikalne dźwięki. "I Know" to utwór, w którym Schneider i Agnieszka Morawska łączą swoje głosy, tworząc duet o różnorodnym brzmieniu i unikalnym charakterze. Dwa najdłuższe utwory na płycie, "Babylon Is Gonna Get Ya" i "Walking In Syd Barret’s Shoes," to fragmenty jam session, które eksplorują różnorodne brzmienia i nadają albumowi nieoczekiwaną głębię.
Album "Happy Pills Meeting Schneider" jest efektem wspólnego wysiłku, który zaowocował zaskakującymi interpretacjami i nowymi brzmieniami. Każdy utwór na płycie jest wyjątkowy i różnorodny, ukazując artystyczną rozpiętość obu zespołów. Współpraca ta stanowi ciekawy punkt w historii muzycznej zarówno zespołu Happy Pills, jak i Schneidera, pozostawiając słuchaczom niezapomniane wrażenia i niezwykłe brzmienia.

## "Smile" (2001)
"Smile" to czwarty album studyjny zespołu Happy Pills. Płyta stanowi połączenie sentymentalnego brzmienia lat 90. z odrobiną melancholii i przebojowości lat 80. oraz elementami bubblegum rocka. Reprezentowana jest przez powtarzające się riffy, chwytliwe melodie, proste akordy, harmonie i teksty koncentrujące się na tematach takich jak szczęście, romantyczna miłość i słodkości.
"Smile" zawiera 9 piosenek i 2 utwory instrumentalne. Oprócz tradycyjnych instrumentów, muzycy wykorzystali także klawisze, theremin, space gun oraz harmonijkę, co przyczyniło się do zróżnicowania brzmienia albumu.
Nagrania do albumu "Smile" odbywały się w okresie listopada i grudnia 2000 roku oraz od stycznia do marca 2001 roku. Pomimo ewolucji brzmienia Happy Pills na tym wydawnictwie, zespół nadal utrzymuje swoją oryginalność i zdolność do tworzenia utworów pełnych wdzięku, ciepła i chwytliwych melodii. Przebojowe kompozycje na "Smile" unikają pułapek banalności, ukrywając w sobie subtelną psychodelię i elementy noise, co sprawia, że album stale intryguje i zadziwia.
"Smile" to wyrazite wcielenie Happy Pills w nowy kierunek muzyczny, które zdobywa uznanie zarówno wśród fanów, jak i krytyków. Album odnajduje balans między przebojowymi piosenkami a głębszymi warstwami brzmienia, co czyni go ważnym elementem w dyskografii zespołu. To album, który pomimo upływu czasu nadal zachowuje swoją świeżość i przyciąga słuchaczy swoim wyjątkowym brzmieniem i emocjonalnym przekazem.

## "17 Songs" (2006)
Płyta "17 Songs" stanowi podsumowanie dotychczasowej kariery Happy Pills. Zespół postanowił wydać na jednym krążku najlepsze utwory z całej swojej twórczości, uwzględniając także życzenia fanów. Jest to album nie tylko dla tych, którzy zespół pamiętają i cenią jego dotychczasową twórczość, ale również dla tych, którzy dopiero zaczynają swoją muzyczną podróż w krainie Happy Pills.
"17 Songs" zapewnia zarówno niezapomniane przeboje, jak i pełne emocji utwory, które kontynuują muzyczną opowieść zespołu.

## "Retrosexual" (2010)
"Retrosexual" to album studyjny zespołu Happy Pills, wydany w roku 2010.
Po czteroletniej przerwie w działalności, Happy Pills powrócili na scenę muzyczną z albumem "Retrosexual". To wydawnictwo było znaczącym krokiem w rozwoju zespołu, zarówno pod względem muzycznym, jak i personalnym.
W nowym składzie do zespołu dołączyła wokalistka Natalia Fiedorczuk, znana wcześniej z występów w zespole Orchid oraz ze swojego solowego projektu Nathalie And The Loners. Jej obecność wniosła nowe brzmienie i ekspresję wokalną do twórczości Happy Pills. Kolejnym ważnym nabytkiem w składzie był gitarzysta Sławek Mizerkiewicz, wcześniej związany z zespołem Pidżama Porno (pełnił on także rolę producenta większości płyt Happy Pills).
"Retrosexual" to album, który przynosi znaczące zmiany w brzmieniu i stylu Happy Pills. Wprowadza on charakterystyczne retro-nawiązania, co jest doskonale zobrazowane już w samym tytule. Album łączy elementy muzyki alternatywnej z odniesieniami do estetyki lat 80. i 90. Brzmienie płyty "Retrosexual" to połączenie nowoczesnych dźwięków z elementami klasycznego rocka. Znaczący wpływ na to miała produkcja Sławka Mizerkiewicza oraz udział nowej wokalistki Natalii Fiedorczuk. Album zawiera zarówno energetyczne, rockowe kompozycje, jak i bardziej refleksyjne utwory, co podkreśla zróżnicowanie stylistyczne zespołu.

## "Happy Pills EP" (2016)
"Happy Pills" to EPka wydana przez zespół Happy Pills, zawierająca zestaw 6 coverów piosenek o tym samym tytule. Powstanie tego nietypowego wydawnictwa było bezpośrednim efektem nagrania przez Norah Jones przeboju o nazwie "Happy Pills". To nagranie, choć pierwotnie miało charakter żartu, szybko przekształciło się w projekt artystyczny.
Historia tej niezwykłej EPki sięga momentu, kiedy zespół Happy Pills podjął wyzwanie nagrania swojej własnej wersji piosenki "Happy Pills" autorstwa Norah Jones. Jak wspomina Jacek Kąkolewski, basista zespołu, "Natychmiast wyrzuciła nas z pierwszej strony wyników w Google i YouTube". Ten incydent okazał się być pomocny w dalszym kreowaniu muzycznej przygody.
Podczas eksploracji różnych wersji piosenek o tytule "Happy Pills", zespół natknął się na kilkadziesiąt utworów o tej samej nazwie, nagranych przez różnych artystów, zarówno znanych, jak i tych zupełnie nieznanych. To odkrycie zainspirowało Happy Pills do podjęcia szalonego pomysłu - stworzenia całej EPki, w której każdy utwór to cover piosenki zatytułowanej "Happy Pills".
Zespół postanowił podjąć wyzwanie i nagrać swoje własne wersje tych piosenek. Oprócz interpretacji utworu Norah Jones, EPka zawiera również wersje piosenek takich wykonawców jak Woodpile czy Bad Canon.
Efektem tego eksperymentu stała się EPka "Happy Pills" zawierająca różnorodne stylistycznie utwory.

## "Something Indefinitely Good" (2023)
"Something Indefinitely Good" to album zespołu Happy Pills, który po blisko kilkunastu latach przerwy przynosi świeże brzmienia i inspiracje. To długo oczekiwany krążek, który tym razem został zarejestrowany w renomowanym londyńskim Abbey Road Studios, co dodaje mu wyjątkowego prestiżu.
Album kontynuuje wcześniejszą stylistykę zespołu, jednocześnie wprowadzając większą różnorodność inspiracji i nawiązań. Wciąż słychać echa twórczości legend brytyjskiego 4AD, takich jak Breeders i Pixies, ale "Something Indefinitely Good" emanuje współczesnością i jest doskonałym osiągnięciem w dorobku zespołu.
Produkcją albumu zajął się Paweł Krawczyk, a jego nowoczesne brzmienie łączy elementy post-rocka i alternatywy. Muzycznie płyta eksperymentuje z przesterowanymi gitarami, przywodząc na myśl takie zespoły jak Mogwai czy Sonic Youth. Na albumie pojawiają się także utwory, które spokojnie mogłyby znaleźć się na płytach wydawanych przez znane wytwórnie, jak Secretly Canadian czy Dead Ocean.
Ważnym elementem zmian na albumie jest udział nowego członka zespołu, Piotra Brzezińskiego, który wnosi swoją wszechstronną twórczość do brzmienia Happy Pills. W rezultacie muzyka zespołu rozwija się, łącząc popową melodykę z huczącymi gitarami i rockową energią. "Something Indefinitely Good" to wyjątkowa dźwiękowa podróż, która pozwala uciec od codzienności i odnaleźć balans w przesterowanym świecie.
Ten album jest dowodem na dojrzałość zespołu Happy Pills i potwierdza ich zdolność do tworzenia muzyki, która wyraża emocje i kontempluje życie w niepewnym otoczeniu. Jest to niezaprzeczalnie jedno z najlepszych osiągnięć w dorobku zespołu. 

## Dyskografia
- 1997 – Soft
- 1998 – Lo-Fi
- 2000 – Happy Pills meet Schneider
- 2001 – Smile
- 2006 – 17 Songs
- 2010 – Retrosexual
- 2016 – Happy Pills EP
- 2023 – Something Indefinitely Good

## Teledyski
- 1997 – I Know
- 1997 – Miles
- 1998 – Plan no. 10
- 2000 – Allison
- 2001 – Not Ok
- 2010 – Beautiful Boys
- 2023 – Another Rainy Story
- 2023 – Our Fairytale
- 2023 – Diamond Dreams
- 2023 – Birthday Boy
- 2023 – Withered Flowers
- 2023 – Sirens
- 2023 – Something Indefinitely Good
- 2023 – Cowboy
- 2023 – My Final Invocation
- 2023 – Wrong
- 2023 – Choco Cherry Pie
- 2023 – In A Blink Of An Eye